# Пім'єнто

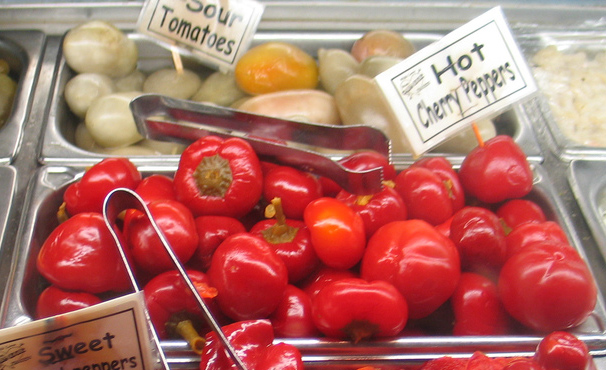
Солений перець

Пім'єнто (pimiento, pimento), вишневий перець — це різновид крупного, червоного перцю чилі у формі серця (Capsicum annuum), що має довжину від 7 до 10 см і від 5 до 7 см завширшки.
М'якоть пім'єнто солодка, соковита і ароматніша, ніж у червоного болгарського перцю. Деякі різновиди типу піміенто пекучі, сорти Floral Gem та Santa Fe Grande. Плоди зазвичай використовують свіжі або мариновані.

## Назва
Іспанське pimiento і португальське pimento походять з латинського pigmentum («пігмент; забарвлення»), назву, що використовувалася для болгарського перцю . В Португалії та її колишній колоніальній імперії слово також стало вживатися для інших форм перцю, включаючи чорний перець. У Бразилії це означає перець чилі. Англійська мова запозичила «pimiento» та «pimento».

## Фаршування

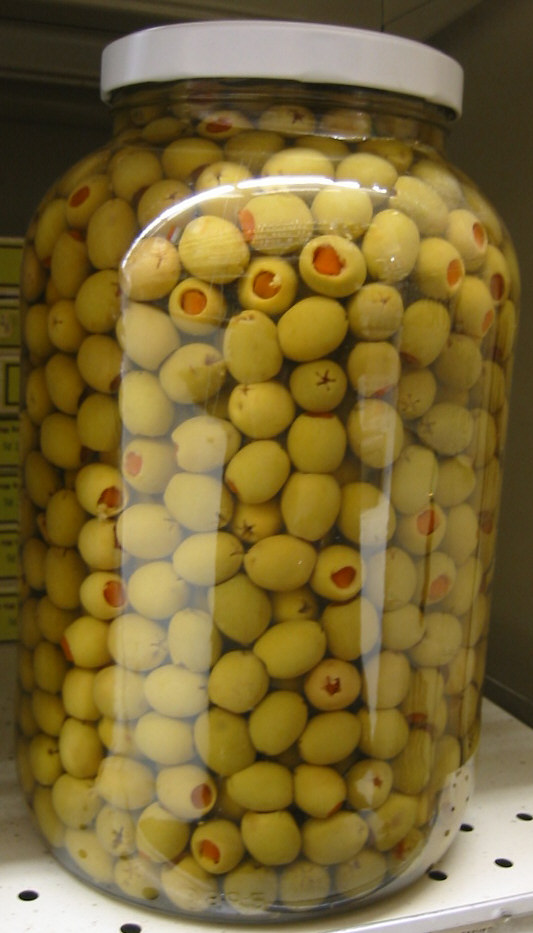
Зелені іспанські оливки, фаршировані червоним перцем pimiento

«Солодкі» (тобто не кислі, не пікантні) перці пім'єнто — це звична начинка, яку додають до іспанських або грецьких зелених оливок. Спочатку пім'єнто розрізають вручну на крихітні шматочки, потім вставляють руками в кожну оливку, щоб збалансувати сильний, солоний смак оливки. Незважаючи на популярність комбінації, цей спосіб виробництва був дуже витратним та трудомістким. У індустріальну епоху пім'єнто фарширують гідравлічним насосом.
З недавніх пір, для зручності виробництва пім'єнто часто перетворюють на пюре, а потім склеюють за допомогою натуральної гуми (наприклад, альгінату натрію або гуарової камеді). Це дозволяє механізувати процес фаршування, прискорюючи процес і знижуючи виробничі витрати.

## Інші види використання
Пім'єнто зазвичай використовують для виготовлення сиру пім'єнто. Він також використовується для виготовлення сендвіча з м'ясом. Пім'єнто додають до себолади.